# Good Vibrations (Marky-Mark-and-the-Funky-Bunch-Lied)
Good Vibrations (englisch für „Gute Schwingungen“) ist ein Lied der US-amerikanischen Hip-Hop-Band Marky Mark and the Funky Bunch aus dem Jahr 1991, in Zusammenarbeit mit der US-amerikanischen Sängerin Loleatta Holloway.

## Entstehung und Veröffentlichung
Geschrieben wurde das Lied von Marky-Mark-and-the-Funky-Bunch-Frontmann Mark Wahlberg, zusammen mit seinem Bruder Donnie Wahlberg und Amir Shakir. Donnie Wahlberg zeichnete zudem auch für die Produktion verantwortlich. Das Lied enthält mehrere Samples,  darunter Loleatta Holloways Love Sensation (1980), das von Dan Hartman geschrieben wurde, der nachträglich als Koautor aufgeführt wurde.
Die Erstveröffentlichung von Good Vibrations erfolgte am 23. Juli 1991 bei Interscope Records, als Teil des Debütalbums Music for the People. Zwei Tage später erschien das Lied als Singleauskopplung aus dem Album. Diese erschien am gleichen Tag als 7″-Single mit der B-Seite So What Chu Sayin’ (Katalognummer: 7567-98764-7) sowie als CD-Maxi-Single, die um zwei Remixe zu Good Vibrations erweitert wurde (Katalognummer: 7567-96396-2).

## Musikvideo
Das Musikvideo entstand unter der Regie von Scott Kalvert und ist szenenabhängig sowohl in Farbe als auch in Schwarzweißfotografie gedreht worden. Zu sehen ist Wahlberg beim Boxen und Trainieren mit nacktem Oberkörper sowie beim Küssen im Bett mit Traci Bingham. Dem Boxer Micky Ward wird nachgesagt, Wahlberg beim Boxen für dieses Video trainiert zu haben. Holloway trat ebenfalls, allerdings in einem Chor, auf.

## Rezeption

### Bestenlisten
2017 wähle BuzzFeed das Lied auf Platz 43 seiner Liste The 101 Greatest Dance Songs of the ’90s.
2019 erreichte es in der Billboard-Liste Billboard’s Top Songs of the ’90s Platz 115.
Darüber hinaus landete es in BuzzFeeds Liste The 50 Best ’90s Songs of Summer.

### Rezensionen
Bill Lamb von About.com sagte, Wahlberg sei als Teenager immer wieder mit dem Gesetz in Konflikt geraten, „aber sein videoreifer, polierter Körper und sein gutes Aussehen, kombiniert mit energiegeladenen Dance-Beats und Loleatta Holloways divenhaftem Gesang, sorgten für einen Riesen-Pop-Hit.“
Steve Huey von AllMusic merkte an, dass die „aggressiv vorgetragenen Raps des Rappers ziemlich simpel, aber nicht komisch waren; eine der Haupthooks war ein einfaches Piano-Sample, das aufstieg, abstieg und wieder aufstieg.“ Er fügte hinzu, dass Good Vibrations „mit Abstand der ansteckendste Song war, den Marky Mark je aufgenommen hat“.
J. D. Considine von der Baltimore Sun meinte, wenn Wahlberg den Rhythmus reite, „ist es leicht, seine abgeleiteten Reime zu verzeihen, besonders wenn der Beat so stark ist wie auf Good Vibrations.“
Das Billboard nannte es einen der „Pick-Tracks“ des Albums Music for the People und merkte an, dass es „cleveres Sampling“ enthält, und fügte hinzu, dass Marky Mark „mit einem leichten Pop/Rap-Track das Territorium von Vanilla Ice betritt“.
Dave Sholin vom Gavin Report schrieb, dass Donnie Wahlbergs jüngerer Bruder „aus Boston ausbricht und ein ernsthaftes Debüt gibt! Die Wahlberg-Brüder schrieben und produzierten diesen heißen Track – etwas, auf das sie mit Stolz verweisen können. Man muss Loleatta Holloway zugute halten, dass sie in einem Refrain mehr als nur ein paar Stufen höher gegangen ist, nichts weniger als unglaublich.“
Ein Rezensent von Music Week kommentierte: „Sampling ist auch eine Kunstform, die Marky Mark & the Funky Bunch am Herzen liegt. Aber man muss ihnen zugute halten, dass ihre Debütsingle ihr Debüt zu Loleatta Holloways mittlerweile vertrautem ‚It’s such a good vibration‘ feiert. Das ist vielleicht kein großer Hit, aber mit dem rhythmischen Rappen, dem guten Aussehen und dem Bad-Boy-Image des 20-jährigen Marky ist es in den Charts.“
Johnny Dee von Smash Hits sagte: „Es klingt unheimlich wie Ride On Time von Black Box mit ein paar Raps darüber. Aber! Wie Marky es ausdrückt, ist dies ‚so konzipiert, dass es Ihren Hintern bewegt‘, und das tut es auch.“

## Kommerzieller Erfolg

### Chartplatzierungen
| ChartsChartplatzierungen       | Höchstplatzierung | Wochen |
| ------------------------------ | ----------------- | ------ |
| Deutschland (GfK)              | 3 (19 Wo.)        | 19     |
| Österreich (Ö3)                | 15 (12 Wo.)       | 12     |
| Schweiz (IFPI)                 | 1 (15 Wo.)        | 15     |
| Vereinigte Staaten (Billboard) | 1 (19 Wo.)        | 19     |
| Vereinigtes Königreich (OCC)   | 14 (7 Wo.)        | 7      |

| ChartsJahrescharts (1991)      | Platzierung |
| ------------------------------ | ----------- |
| Vereinigte Staaten (Billboard) | 20          |

| ChartsJahrescharts (1992) | Platzierung |
| ------------------------- | ----------- |
| Deutschland (GfK)         | 78          |

### Auszeichnungen für Musikverkäufe
| Land/Region               | Auszeichnungen für Musikverkäufe (Land/Region, Auszeichnung, Verkäufe) | Verkäufe |
| ------------------------- | ---------------------------------------------------------------------- | -------- |
| Australien (ARIA)         | Gold                                                                   | 35.000   |
| Vereinigte Staaten (RIAA) | Gold                                                                   | 500.000  |
| Insgesamt                 | 2× Gold ·                                                              | 535.000  |

## Coverversionen
- 2010: Amber Riley feat. Cory Monteith & Mark Salling